# Guillermo Capobianco
Guillermo Capobianco Ribera (Concepción, 6 de junio de 1945 - Santa Cruz de la Sierra, 12 de mayo de 2020) fue un abogado, escritor y político boliviano. Fue el ministro del Interior de Bolivia desde el 6 de agosto de 1989 hasta el 15 de marzo de 1991 durante el gobierno del presidente Jaime Paz Zamora y fue también ministro de Vivienda y Urbanismo de Bolivia desde el 13 de abril de 1984 hasta el 10 de enero de 1985 durante el segundo gobierno del presidente Hernán Siles Suazo.

## Biografía
Nació el 6 de junio de 1945 en la localidad de Concepción, que se encuentra ubicado en la Provincia Ñuflo de Chaves en el Departamento de Santa Cruz. Salió bachiller el año 1963 del colegio Florida en la ciudad de Santa Cruz de la Sierra. Continuó con sus estudios superiores ingresando a estudiar la carrera de derecho en la Universidad Autónoma Gabriel René Moreno (UAGRM), titulándose como abogado de profesión. Durante su etapa universitaria fue secretario ejecutivo de la Federación Universitaria Local (FUL).
Desde joven inició su dirigencia juvenil en la democracia cristiana a finales de la década de 1960, empezando su militancia en las filas del partido del Movimiento de Izquierda Revolucionaria (MIR). Mientras se producía la fundación del MIR, se encontraba estudiando comunicación en Europa, en la Universidad Católica de Lovaina en Bélgica.
Volvió a Bolivia para finales de la década de 1970 donde se convirtió en el principal dirigente del MIR en el Departamento de Santa Cruz, el cual durante esa época era un Departamento poco favorable para la izquierda.
Falleció el 12 de mayo de 2020 a los setenta y cuatro años a causa de problemas de los problemas salud que padecía.

## Carrera política

### Elecciones Nacionales de 1978
Ingresó en la vida política del país a los treinta y tres años en 1978. Ese año participó como candidato a diputado en las elecciones nacionales, pero dichas elecciones fueron anuladas por fraude comprobado.

### Diputado de Bolivia de 1979-1980
Al año siguiente, en 1979, vuelvo a participar nuevamente como candidato al cargo de diputado por el Departamento de Santa Cruz en representación de la Unidad Democrática y Popular (UDP). Pero el empantanamiento de dichas elecciones en el congreso obligó al gobierno de la presidenta Lidia Gueiler Tejada a convocar a nuevas elecciones generales a realizarse en el mes de junio de 1980.

### Diputado de Bolivia 1980-1985
Volvió a participar en las elecciones de 1980. Logró salir elegido diputado por la UDP, pero fue apresado por el gobierno de Luis García Meza y exiliado al extranjero. Volvió a Bolivia con la recuperación de la democracia en 1982 y retomó su puesto de parlamentario.

### Ministro de Vivienda y Urbanismo de Bolivia (1984-1985)
El 13 de abril de 1984, fue posesionado como ministro de Vivienda y Urbanismo de Bolivia en reemplazo de Walter Delgadillo Terceros, quien había renunciado. Estuvo en el cargo hasta el 10 de enero de 1985, cuando fue reemplazado por Emilio Ascarrunz Paredes.

### Diputado de Bolivia 1985-1989
Se postuló nuevamente a la reelección al cargo de diputado por el Departamento de Santa Cruz, pero esta vez lo hizo representando al partido del Movimiento de Izquierda Revolucionaria (MIR). Logró ganar el curul parlamentario permaneciendo en el cargo desde el 6 de agosto de 1985 hasta el 6 de agosto de 1989.

### Elecciones Municipales de 1987
Participó también en las elecciones municipales de 1987 postulándose al cargo de alcalde por Santa Cruz de la Sierra en representación del MIR, pero no tuvo éxito tras haber salido en segundo lugar.

### Elecciones nacionales de 1989
En 1989, volvió nuevamente a participar en las elecciones nacionales de ese mismo año, al cargo de senador por el Departamento de Santa Cruz por el MIR, pero esta vez tampoco tuvo éxito.

### Ministro del Interior de Bolivia (1989-1991)
El 6 de agosto de 1989, el presidente Jaime Paz Zamora posesionó a Capobianco como Ministro del Interior, como parte de su primer gabinete.
Durante su gestión como ministro, logró desarticular el grupo terrorista Comisión Néstor Paz Zamora (CNPZ) y el Ejército Guerrillero Tupac Katari (EGTK), que en esos momentos estaba integrado por Felipe Quispe "El Mallku" (1942) y por Álvaro García Linera (1962).

#### Caso Lonsdale
En junio de 1990 el empresario privado Jorge Lonsdale (1930-1990) fue secuestrado por el grupo terrorista Comisión Néstor Paz Zamora (CNP) liderada por Miguel Northuster (1961-1990), un italiano originario del Tirol del Sur. El 5 de diciembre de ese mismo año, la policía boliviana tomó por asalto la casa donde se encontraba secuestrado Jorge Lonsdale. El operativo policial terminó con la muerte de los terroristas secuestradores y del empresario secuestrado. La opinión pública del país calificó el operativo policial como un fracaso y se acusó al Ministerio del Interior de haber ejercido una violencia innecesaria además del asesinato de todos los secuestradores.

### Sospecha de nexos de encubrimiento al narcotráfico:El caso Capobianco
El 28 de febrero de 1991, posesionó en el cargo de dirección antinarcóticos al excoronel de ejército Faustino Rico Toro, exministro del interior, exjefe del sulfuroso Dep. II del Estado Mayor bajo la narcodictadura de García Meza y Arce Gómez. Esta decisión causó molestia en la embajada de Estados Unidos en Bolivia, para figurar en las listas negras de las personas ligados al narcotráfico, y pidió su renuncia como ministro del Interior, por lo que se vio obligado a renunciar a su cargo el 15 de marzo de 1991, siendo reemplazado por Carlos Saavedra Buno.
El periodista Sam Dillon en el "Miami Herald", denunció que Capobianco y Felipe Carvajal, comandante de la policía, recibían grandes sumas de dinero a cambio de protección de los más importantes cárteles de Bolivia. Poco tiempo después de estos hechos, Donald Ferraone, Jefe de la DEA en Bolivia, expuso con detalle a la fiscal Maritza Castellón, los principales aspectos de una red de narcotraficantes en la que estarían familiares del exministro del interior Guillermo Capobianco y en especial su hermano Luis Capobianco Ribera y su prima María Amelia Saucedo de Capobianco. Estarán detenidos el 6 de agosto de 1991, gracias a pruebas contundentes proporcionadas por la DEA de videos escondidos. En ellas se observa que la prima de Luis Capobianco les dice a los compradores que no teman ante el peligro que implicaba la operación ilícita, ya que ella es familiar del ministro del interior y que les brindaría toda la protección para que el negocio llegue a feliz término.